# 이안 (배우)
이안(1985년 10월 5일~ )은 대한민국의 배우이다. 본명은 김수현으로, 수현이라는 예명으로도 활동한 바 있다.

## 생애
2007년에 Miss Gee Collection 모델에 데뷔하였다. 2011년 영화 플레이에 첫 데뷔하였다.

## 영화
- 2011 《플레이》 수현 역
- 2011 《캐릭터》 이수연 역
- 2013 《시바, 인생을 던져》 한나 역

## 드라마
- 2015 《용팔이》 이해인 역
- 2016 《아이가 다섯》 장진영 역
- 2020 《나를 사랑한 스파이》 첸 리 역